# Johann Friedrich Ludwig von Mieg
Johann Friedrich Ludwig Mieg (ab 1812 von Mieg) (* 18. November 1773 in Ludwigsburg; † 6. Mai 1822 in Reutlingen) war ein württembergischer Oberamtmann.

## Leben und Werk
Der Sohn des Prälaten und Superintendenten von Maulbronn Johann Christoph Ludwig Mieg (1731–1807) studierte 1787 bis 1794 Rechtswissenschaften an der Hohen Karlsschule in Stuttgart. Ab 1794 arbeitete er als Kanzleiadvokat und von 1798 bis 1803 als Sekretär beim Regierungsamt in Stuttgart. 1803 wurde er Oberamtmann beim Oberamt Aalen und von 1803 bis 1806 Hofgerichtsassessor in Rottweil. von 1806 bis 1809 war er Sekretär beim Ministerium des Innern in Stuttgart im Charakter eines Regierungsrats, seit 1808 mit dem Rang Oberregierungsrat. 1809 und 1810 war er Oberamtmann beim Oberamt Heidenheim, von 1810 bis 1813 beim Oberamt Tübingen und von 1813 bis zu seinem frühen Tod 1822 beim Oberamt Ludwigsburg.

## Ehrungen
- 1812 Ritterkreuz des Württembergischen Zivilverdienstordens